# Pseudo-distance
 (décembre 2017).
Si vous disposez d'ouvrages ou d'articles de référence ou si vous connaissez des sites web de qualité traitant du thème abordé ici, merci de compléter l'article en donnant les références utiles à sa vérifiabilité et en les liant à la section « Notes et références ».
Dans les techniques de géopositionnement, on appelle « pseudo-distance » une mesure indirecte de distance fondée sur les dates d'émission et de réception d'un signal. Lorsque les horloges à l'émission et à la réception sont synchronisées, la distance ({\displaystyle D\,}) entre émetteur et récepteur peut se déduire, en effet, directement du temps ({\displaystyle \Delta t\,}) mis pour recevoir le signal, sous réserve de connaître la vitesse moyenne ({\displaystyle V\,}) de propagation du signal entre émetteur et récepteur ({\displaystyle D=V\Delta t\,}) ; mais lorsque les horloges d'émission et de réception ne sont pas synchronisées et que le décalage de ces horloges est inconnu, le temps de propagation exact est inconnu, et le produit {\displaystyle V\Delta t\,} n'est pas une distance, mais une pseudo-distance.
Le décalage des horloges peut être introduit comme une inconnue supplémentaire dans un système d'équations d'observation : si l'on dispose d'assez de mesures, on peut calculer à la fois les coordonnées du récepteur et le décalage des horloges, et ainsi transformer la pseudo-distance en distance réelle.
Un exemple classique est celui du GPS. Les horloges des satellites étant synchronisées sur une source commune (le « temps GPS »), il suffit de recevoir des signaux de quatre satellites pour disposer de quatre « pseudo-distances », calculées en multipliant le temps de parcours entaché de l'erreur de synchronisation de l'horloge du récepteur par la vitesse de propagation ; la résolution du système de quatre équations à quatre inconnues permet d'accéder à celles-ci : les trois coordonnées du récepteur et le décalage de son horloge par rapport aux horloges des satellites.
Pour mesurer la pseudo-distance à un satellite, le récepteur GPS capte et analyse le signal émis par celui-ci modulé par le code C/A ou le code P. Chaque satellite a un algorithme de génération pseudo-aléatoire de signal différent : un code parmi 31 pour le code C/A ; une portion de la séquence totale en ce qui concerne le code P. Cela permet au récepteur de l’identifier, et de calculer le temps de transmission du message. Un moment représentatif du code porté par ce signal est appelé « marque horaire » et l’algorithme en est connu du récepteur, qui, en juxtaposant le code reçu à celui qu’il génère, est alors capable de mesurer le retard. C’est en multipliant ce dernier par la vitesse de l’onde que l’on peut calculer la pseudo-distance.

Le retard se lit grâce au décalage du signal reçu avec la marque horaire.

Exemple : si le retard mesuré est de 72 millisecondes, la pseudo-distance vaut alors :
Pour avoir une idée de l’ordre de grandeur du retard mesuré, il faut prendre en considération la distance du satellite au récepteur. Le satellite étant distant de la terre de 20 200 kilomètres, la distance réelle varie de 20 200  à   26 000 kilomètres, le retard est donc compris entre 67 et 86 millisecondes.

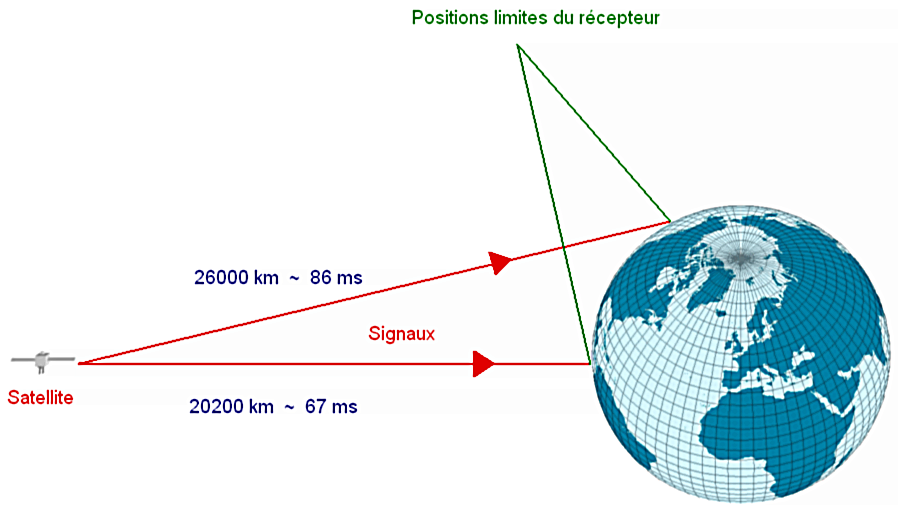
Intervalles de temps de parcours de l'onde jusqu'au récepteur GPS en fonction de la distance.

Les pseudo-distances sont aussi utilisées pour l'emploi du mode circulaire (en fait, pseudo-circulaire) des systèmes de radiolocalisation hyperboliques dont les émetteurs sont synchronisés (exemple : SYLEDIS (en)).